# 배리 플래니건

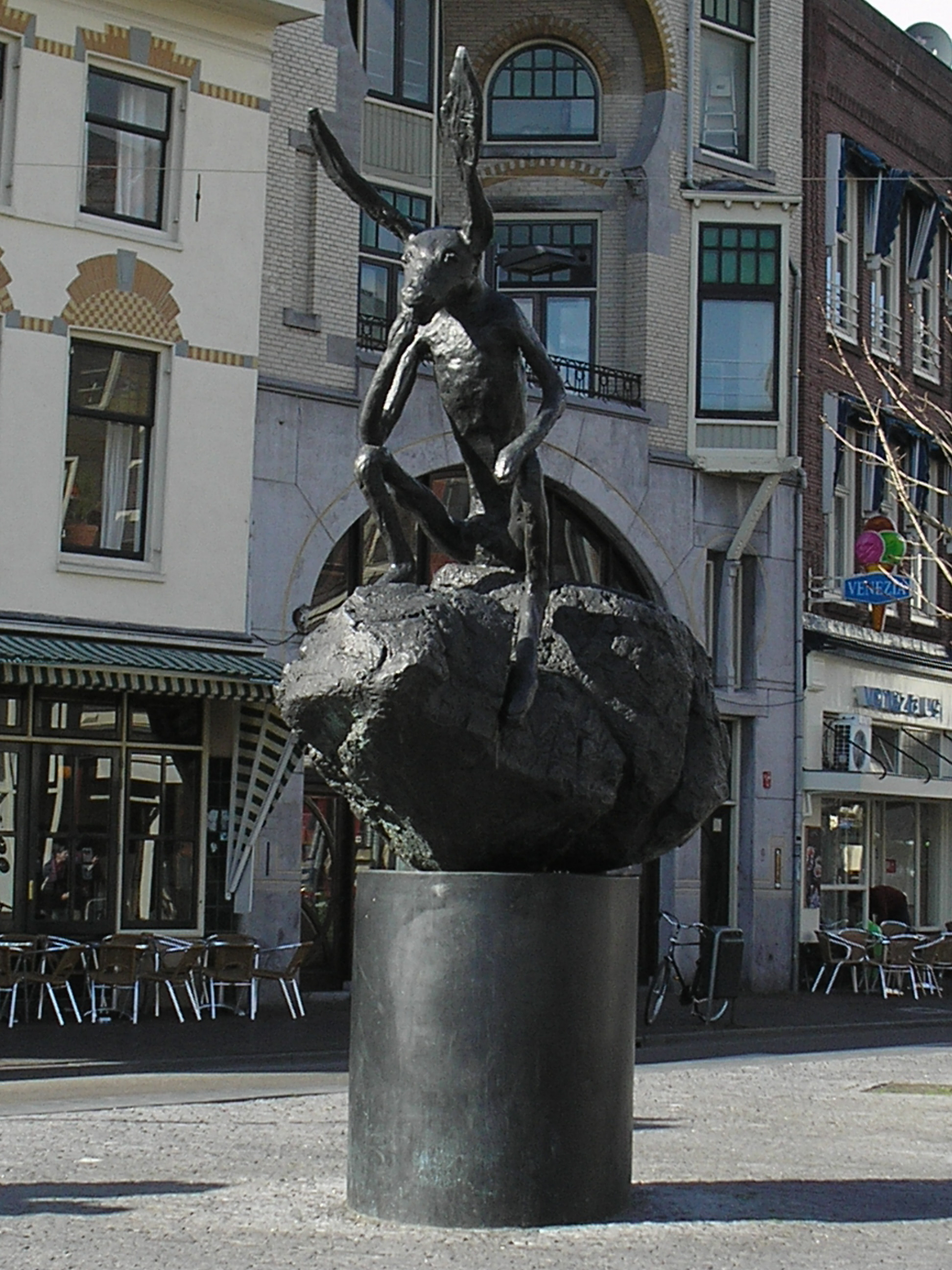

배리 플래니건(Barry Flanagan, 1941.1.11.~2009.4.31)은 영국의 조각가이다.

## 생애
그는 작품 재료의 선택에 있어서 다양하게 채택한 작가로 1966년부터 1968년 사이 개인전에서는 로프나 천을 사용한 작품이 주류를 이루었다. 1970년대 전반에는 이질적인 소재의 조합에 의한 형태의 결정체를 추구하여 거치른 마포를 커다란 원통형이나 원추형으로 끼워 맞춘 것에 모래를 담은 작품을 발표하기도 하였다. 모래를 사용하여 만든 작품이 다수 있는데, 1969년 베를린 시립미술관에서 열린 '태도가 형태로 바뀔 때' 전과 1970년 일본에서 열린 '인간과 물질'전 등에 모래를 이용한 작품이 출품되어 랜드 아트의 일원으로 간주되었다. 1973년부터는 개념미술이 비판되기 시작하였는데 이 때부터는 대리석 조각, 에칭, 도자기 등의 작품도 만들기 시작하였다.